# David Cohen (Historiker)

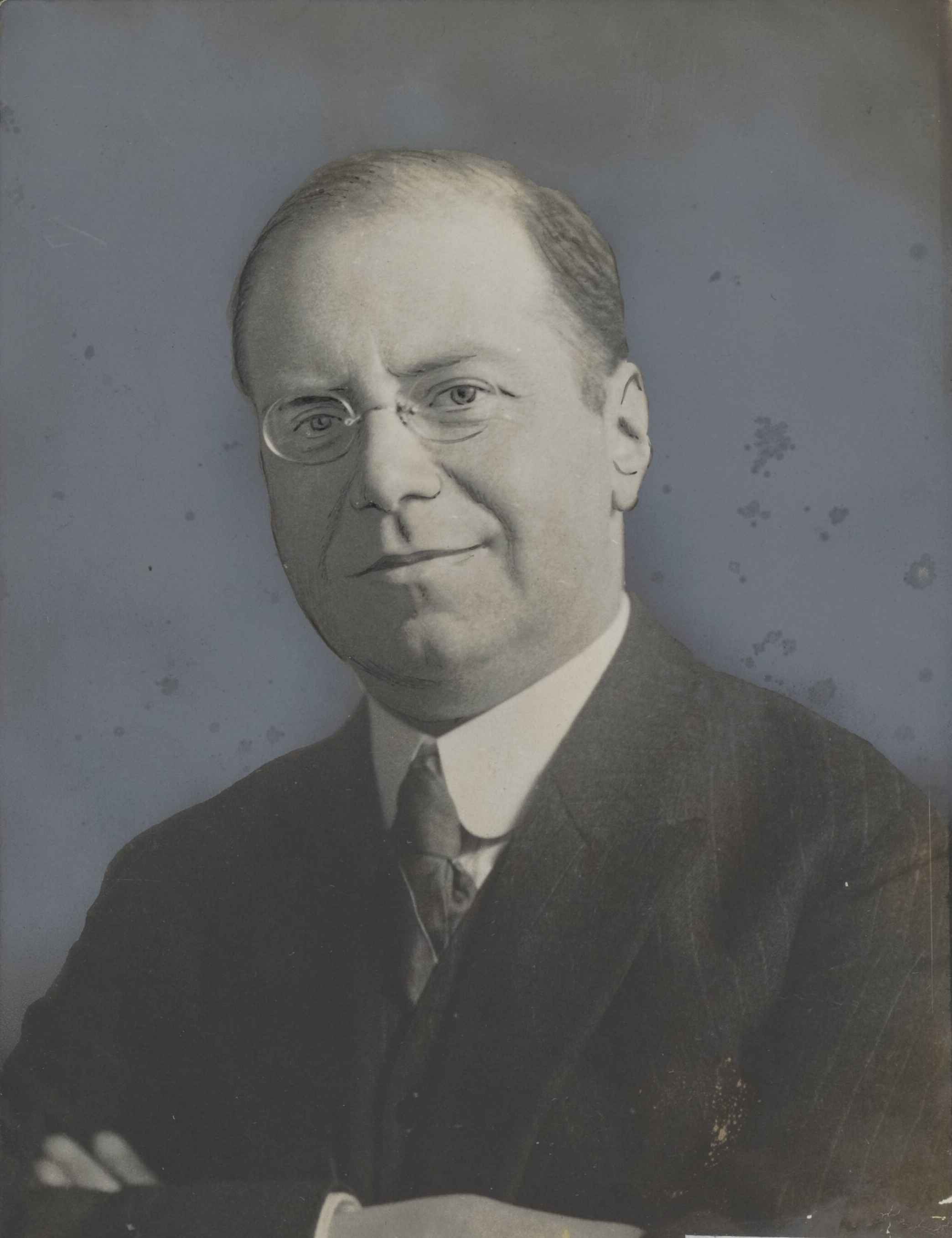
David Cohen (1923)

David Cohen (* 31. Dezember 1882 in Deventer; † 3. September 1967 in Amsterdam) war niederländischer Zionist, Althistoriker und Papyrologe sowie im Vorsitz des Judenrats der Niederlande zur Zeit des Nationalsozialismus.

## Leben und Wirken
Cohen besuchte das Gymnasium in seiner Heimatstadt und studierte nach dem bestandenen Abitur klassische Literatur in Leiden, Leipzig und Göttingen. Ab 1910 war er Lehrer und später Rektor am Nederlandsch Lyceum in Den Haag. Seine Promotion erfolgte zwischenzeitlich 1912. Als Privatlehrer unterrichtete Cohen ab 1922 die Geschichte des Hellenismus und hielt in Groningen 1923 einen Vortrag über die „Griechische Papyrologie – Bedeutung für die Verbesserung des Austausches von Wissen in der antiken Geschichte“. Von 1924 bis 1926 war der Althistoriker Professor in Leiden, anschließend, mit einer kriegsbedingten Unterbrechung, bis zu seiner Emeritierung 1953 ordentlicher Professor für Alte Geschichte an der Universität von Amsterdam. Er galt als Fachmann für Papyrologie und die antike griechische Rechtsgeschichte. Cohen, in der Tradition des Klassizismus verhaftet, widmete sich mehr der Lehre denn der Forschung. Cohen war verheiratet und Vater zweier Töchter und eines Sohnes.
Ab 1904 engagierte sich Cohen in der zionistischen Bewegung und war Sponsor des jüdischen Jugendbundes und zionistischen Studentenverbandes. Während des Ersten Weltkrieges unterstützte er jüdische Emigranten aus dem Deutschen Reich und war Sekretär des Flüchtlingskomitees. Cohen wurde Mitglied des Jüdischen Rats in Den Haag und Amsterdam. Ab 1933 war er Vorsitzender des Unterausschusses Flüchtlinge des von ihm initiierten Komitees für besondere jüdische Angelegenheiten und gehörte ab 1934 dem ständigen Ausschuss der aschkenasischen Gemeinden an. Nach der Besetzung der Niederlande durch das Deutsche Reich gehörte er zu den Mitbegründern eines jüdischen Koordinierungsausschusses. Cohen widmete sich insbesondere diesen humanitären Angelegenheiten und dies auch auf internationaler Ebene.
Ab dem 12. Februar 1941 führte Cohen gemeinsam mit Abraham Asscher die von den deutschen Besatzern oktroyierte Zwangsvereinigung Joodse Raad zunächst für Amsterdam und später für die gesamten Niederlande. Nach dem allmählichen Ausschluss der jüdischen Bevölkerung aus dem öffentlichen Leben war der Judenrat auch mit Bildungs-, Fürsorge- und elementaren Fragen, wie Kleidungs- und Lebensmittelbeschaffung, beschäftigt.
Der niederländische Judenrat versuchte durch Freistellungen möglichst viele jüdische Landsleute vor der Deportation zu bewahren, was jedoch nicht gelang. Am 26. Juni 1942 verlangte der Leiter der Zentralstelle für jüdische Auswanderung in Amsterdam die Unterstützung für einen „Arbeitseinsatz in Deutschland“; der Judenrat sollte für Transportpapiere und Vermögenserklärungen der Betroffenen sorgen. Nur zögernd und mit schweren Bedenken ließen sich die beiden Vorsitzenden darauf ein, da ihnen zugesagt wurde, es gelte eine Altersgrenze bis 40 Jahre, Familien würden nicht auseinandergerissen, der Postverkehr sei gestattet und bestimmte Berufsgruppen sowie Mitarbeiter des jüdischen Rates seien ausgeschlossen. Diese Zusagen wurden nicht eingehalten.
Cohen, wie auch andere Mitglieder des Joodse Raads, wurde am 23. September 1943 als einer der letzten in den Niederlanden verbliebenen Juden über das Durchgangslager Westerbork in das Ghetto Theresienstadt deportiert. Dort gehörte er ab September 1944 dem Ältestenrat an und überlebte in Theresienstadt bis zur Befreiung im Mai 1945.
Wegen Kollaboration mit den deutschen Besatzern wurde er nach seiner Rückkehr in die Niederlande festgenommen und ein Ermittlungsverfahren gegen ihn eingeleitet. Nach der Einstellung dieses Verfahrens folgte 1947 ein Prozess vor einem jüdischen Gemeindegericht, das ihn der Kollaboration für schuldig erkannte. Cohen, der seine Handlungen während der Besatzungszeit im Prozess rechtfertigte, wurde die Ausübung von Funktionen in jüdischen Ämtern untersagt. Nach der 1950 erfolgten Annullierung dieses Urteils nahm er seine Professur in Amsterdam wieder auf. Cohen, der sich aus dem jüdischen Gemeindeleben zurückzog, veröffentlichte 1955 seine Memoiren mit dem Titel „Flüchtling und Vagabund“.